# Beta macrorhiza
Beta macrorhiza là loài thực vật có hoa thuộc họ Dền. Loài này được Steven mô tả khoa học đầu tiên năm 1812.